# Андагра чорнощока
Анда́гра чорнощока (Anisognathus melanogenys) — вид горобцеподібних птахів родини саякових (Thraupidae). Ендемік Колумбії.

## Опис

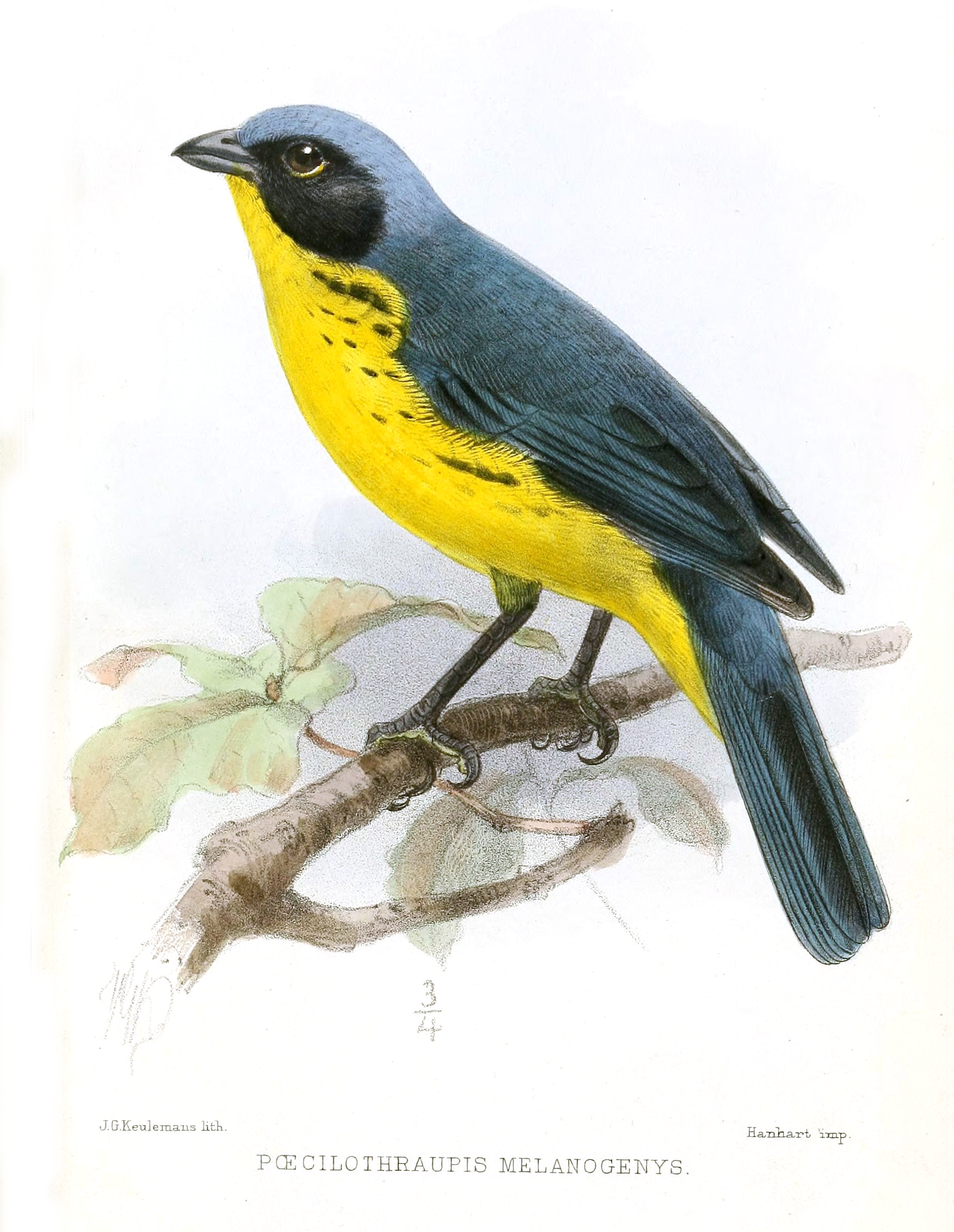
Чорнощока андагра

Довжина птаха становить 18,5 см. Тім'я і потилиця блакитні, щоки чорні, під очима невеликі жовті плями. Верхня частина тіла темно-сірувато-синя, нижня частина тіла золотисто-жовта, стегна чорні.

## Поширення і екологія
Чорнощокі андагри є ендеміками гірського масиву Сьєрра-Невада-де-Санта-Марта на півночі Колумбії. Вони живуть у вологих гірських тропічних лісах, на узліссях і галявинах. Зустрічаються на висоті від 2000 до 3000 м над рівнем моря.